# Bezange-la-Petite
Bezange-la-Petite è un comune francese di 91 abitanti situato nel dipartimento della Mosella nella regione del Grand Est.

## Società

### Evoluzione demografica
Abitanti censiti